# Nelumbo

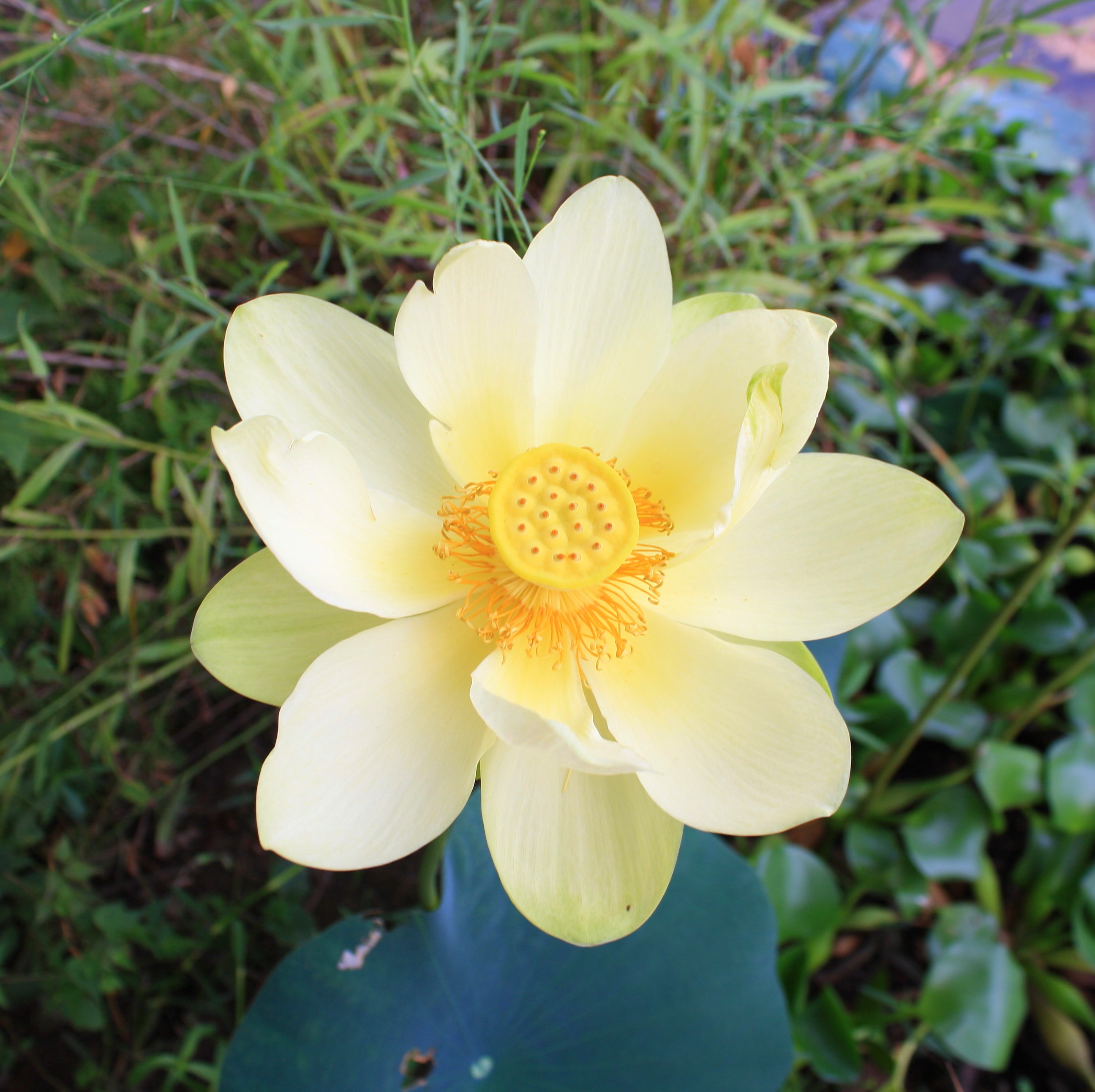
N. lutea (lótus-americano).

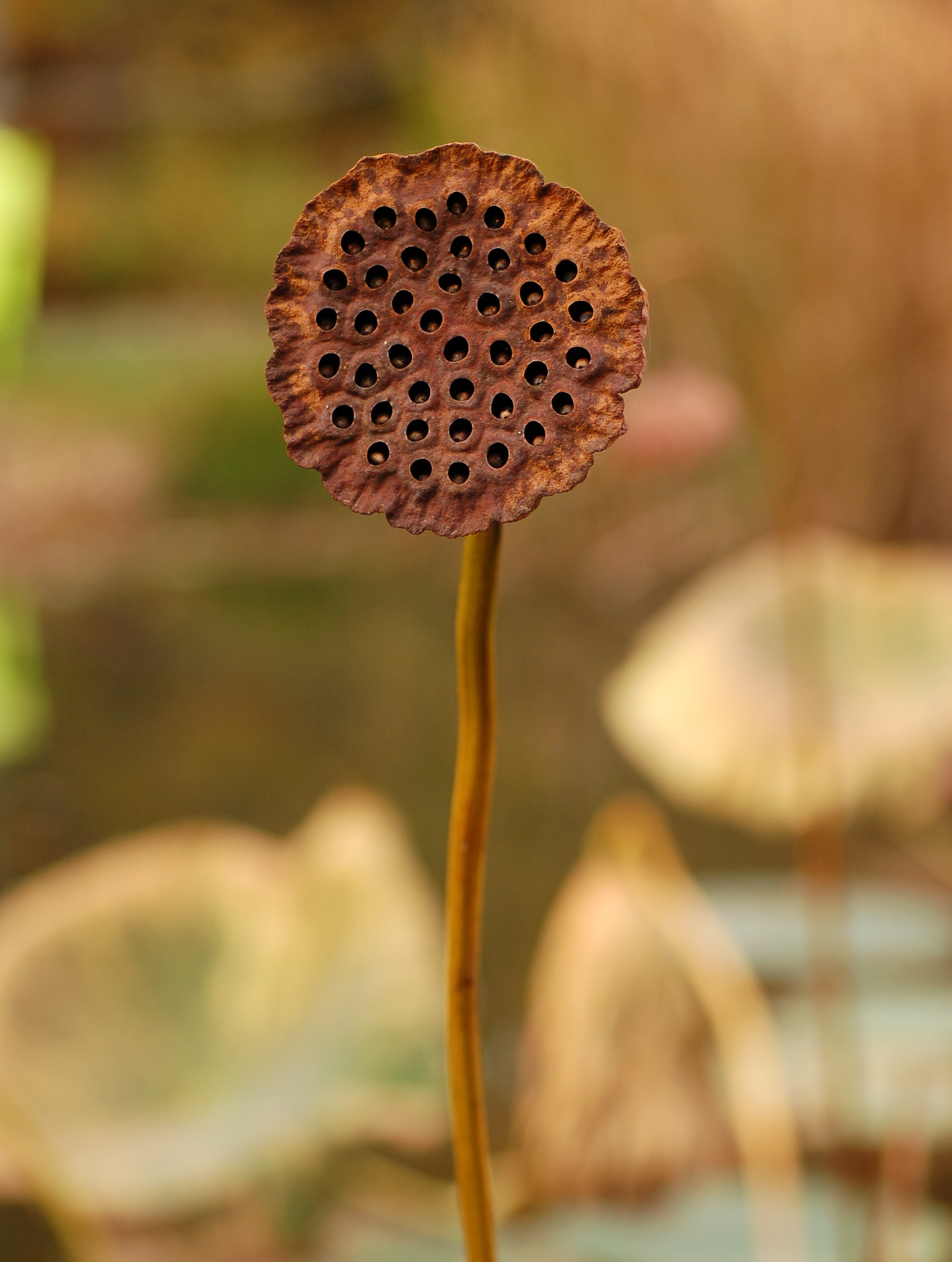
Fruto seco do cultivar Nelumbo 'Mrs. Perry D. Slocum'.

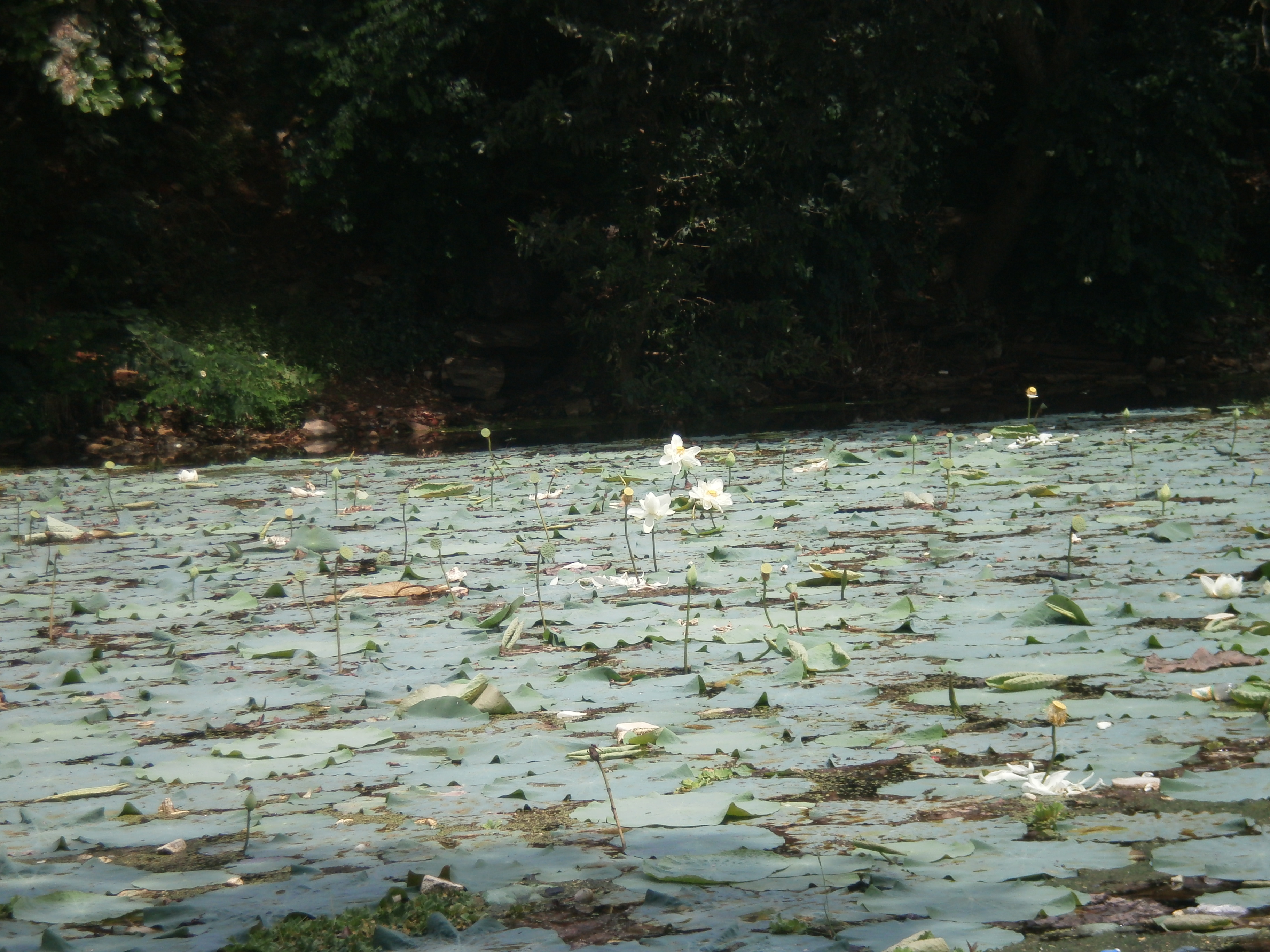
Lótus num lago, mostrando o hábito, as folhas, botões florais, flores e frutos.

Nelumbo é um género de plantas aquáticas pertencente à família Nelumbonaceae da ordem Proteales, que produzem grandes flores vistosas conhecidas por flor de lótus. Apesar dos membros deste género serem morfologicamente semelhantes a nenúfares (família Nymphaeaceae), a relação filogenética é distante, devendo-se a semelhança à convergência evolutiva resultante da adaptação de ambos os grupos ao ambiente aquático. A palavra Nelumbo deriva de nelum, o nome cingalês da flor-de-lótus.

## Descrição

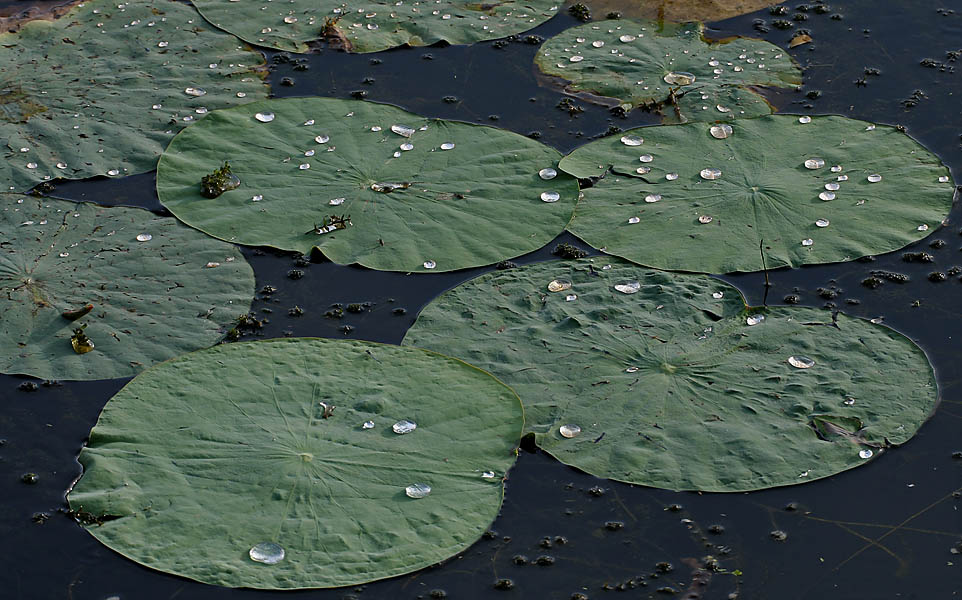
Folhagem de N. nucifera mostrando o efeito de lótus após uma chuvada.

As espécies que integram o género Nelumbo são plantas aquáticas, herbáceas, caracterizadas por grandes folhas peltadas, formando um círculo perfeito, suportadas por longos pecíolos inseridos no centro da folha. As flores são grandes e vistosas, variando em coloração entre o branco e o rosa e o amarelado. Os frutos apresentam morfologia muito distinta, formando uma núcula globosa ou alargada, com poro apical, o pericarpo soldado à testa, ambos endurecidos, imersos num receptáculo acrescente e esclerificado.
As raízes são rizomatosas, produzindo rizomas comestíveis. Aliás todas as partes da planta, incluindo as sementes, são comestíveis e amplamente utilizadas na culinária asiática.
As folhas de Nelumbo são revestidas por uma cera hidrófoba que confere à sua face superior características de super-hidrofobia, o que deu origem à designação de efeito de lótus dada em ciência dos materiais aos produtos que permitem formar superfícies com estrutura molecular capaz de repelir fortemente a água.
As flores da espécie N. nucifera apresentam capacidade de termorregulação, regulando a sua temperatura como forma de beneficiar os insectos que permitem a sua polinização. Quando as flores abrem, os seus botões aquecem termogenicamente até temperaturas acima dos 30 ºC, permanecendo aquecidos por períodos de até quatro dias, mesmo quando a temperatura do ar ambiente desce até aos 10 °C. O calor liberta um aroma que atrai algumas espécies de insectos, os quais voam para a flor para se alimentarem de néctar e pólen. O calor também beneficia os insectos, criando um ambiente estável que melhora a sua capacidade de se alimentar, reproduzir e preparar-se para o voo.

## Taxonomia
O género Nelumbo inclui as espécies conhecidas pelos nomes comuns de lótus, flor-de-lótus ou loto, apesar do nome lotus ser aplicado a várias outras plantas, nomeadamente às leguminosas do género Lotus frequentemente utilizadas como plantas forrageiras.
Conhecem-se apenas duas espécies extantes neste género: (1) a mais conhecida, o lótus asiático, também conhecido por lótus-sagrado, a espécie N. nucifera, nativa da Ásia, cultivada em vastas regiões subtropicais e temperadas para uso ornamental, como planta medicinal e para alimentação humana; (2) o lótus americano, a espécie N. lutea é nativa da América do Norte e das Caraíbas, sendo também cultivada para fins ornamentais.
Estão consideradas como validamente descritas as seguintes espécies:
- †N. aureavallis Hickey – Ypresiano (Eoceno do Dakota do Norte), descrita a partir de fósseis de folhas recolhidas na Golden Valley Formation de North Dakota, USA;[3]
- N. lutea Willd. – lótus-americano (leste dos Estados Unidos, México, Grandes Antilhas, Honduras);
- N. nucifera Gaertn. – lótus-sagrado ou lótus-indiano, também conhecido como rosa-da-índia, a flor sagrada do hinduísmo e budismo.[1] As suas raízes e sementes são largamente utilizadas na culinária asiática.

Foram produzidos vários híbridos para horticultura a partir destas duas espécies  alopátricas, alguns deles populares em jardinagem e arquitectura paisagística.  Uma terceira espécie, extinta, N. aureavallis, é conhecida do registo fóssil do Eoceno a partir de fósseis do Dakota do Norte, Estados Unidos.
Atestando a sua relevância e importância cultural, a espécie Nelumbo nucifera é o emblema floral e a flor nacional da Índia e do Vietname.
A classificação do género foi profundamente alterada com a introdução das técnicas da biologia molecular, já que os sistemas de classificação anteriores, baseados na morfologia floral, tradicionalmente colocavam o género Nelumbo como parte da família Nymphaeaceae (nenúfares) em resultado da convergência evolutiva associada com a adaptação de plantas terrestres a um ambiente aquático. Nesses sistemas de classificação, o género era incluído na ordem Nymphaeales ou na ordem Nelumbonales, que nesse caso eram demonstradamente parafiléticas.
Reconhecida a parafilia do grupo pelos resultados da aplicação das técnicas da filogenia molecular, o género Nelumbo é presentemente considerado como parte de uma família monotípica, a família Nelumbonaceae, uma das diversas famílias que integram a ordem Proteales das eudicotiledóneas. Os grupos extantes filogeneticamente mais próximos são as Proteaceae e as Platanaceae), ambos agrupamentos taxonómicos de arbustos e árvores.
Em consequência, o sistema APG II, de 2003, reconhece as Nelumbonaceae como uma família distinta e coloca-a na ordem Proteales, parte do clado eudicot. Já o sistema de Cronquist, de 1981, reconhecia a família como distinta, mas colocava-a, em conjunto com os nenúfares, na ordem Nymphaeales. O sistema Dahlgren, de 1985, e o sistema Thorne (1992) ambos reconhecem as família, mas procedem à sua integração numa ordem específica, a ordem Nelumbonales.
Como forma de fácil identificação, note-se que as folhas de Nelumbo distinguem-se morfologicamente das folhas dos géneros integrados na família Nymphaeaceae por serem peltadas, isto é, por serem folhas com morfologia circular completa. As folhas das espécies do género Nymphaea, por outro lado, apresentam uma reentrância característica que se estende desde a margem até ao centro da estrutura foliar do lado interno do pecíolo. Também a morfologia do fruto de Nelumbo é muito diferente daquela que é comum entre as Nymphaeaceae.